# Куликов, Николай Георгиевич
Николай Георгиевич Куликов (род. 11 июля 1979, Перовский район) — российский сценарист и продюсер.

## Биография
Родился в жилом массиве Новогиреево Перовского района Москвы в семье врачей Георгия Павловича и Ирины Николаевны Куликовых. Старший брат — Александр Куликов (род. 4 апреля 1966), автор и исполнитель песен в стиле русского шансона. Николай вырос в городе Реутов.
Окончил МГУ, по образованию журналист. С 2007 года выступает в жанре stand-up comedy.
- Участник проекта «Центральный микрофон» (СТС, 2013).
- «Ленинградский Stand-up клуб» (СТС, 2014).
- С 2010 занимается комедийной импровизацией во главе No Brain Theatre.
- С весны 2012 года устраивает Improv-битвы.
- Сценарист первого сезона шоу «Вечерний Ургант» (2012).

## Фильмография
- 2008 — Визит мушкетёра — актёр (мушкетёр)
- 2009 — Последний день Булкина И. С. (короткометражный) — автор сценария
- 2009 — Обстоятельства — автор сценария
- 2009 — Два часа (короткометражный) — актёр
- 2010 — Фотки — продюсер, актёр (эпизод)
- 2011 — Незначительные подробности случайного эпизода — автор сценария
- 2012 — Шпион — автор сценария
- 2013 — Легенда № 17 — автор сценария, актёр (эпизод)
- 2013 — Горько! — автор сценария
- 2015 — Петух — автор сценария
- 2016 — Экипаж — автор сценария
- 2017 — Движение вверх — автор сценария
- 2018 — Я худею — автор сценария, продюсер
- 2019 — Толя-робот — автор сценария, продюсер
- 2019 — Герой — автор сценария
- 2019 — Огонь — автор сценария, продюсер